# بریتنی دونالدسون
بریتنی دونالدسون (انگلیسی: Brittni Donaldson؛ زادهٔ ۷ آوریل ۱۹۹۳) بازیکن بسکتبال اهل ایالات متحده آمریکا است.